# 科里奧 (澳大利亞國會選區)
科里奧選區（英語：Division of  Corio），是澳大利亞維多利亞州的下議院選區，以吉朗為中心。因科里奧灣得名。面積815平方公里。
選區始於1900年，是原始的七十五個國會選區之一。本區在1967年前是工黨和右翼政黨競爭的選區，此後是工黨的安全選區。目前當區議員是的理查德·馬爾斯。